# Sjef Drummen

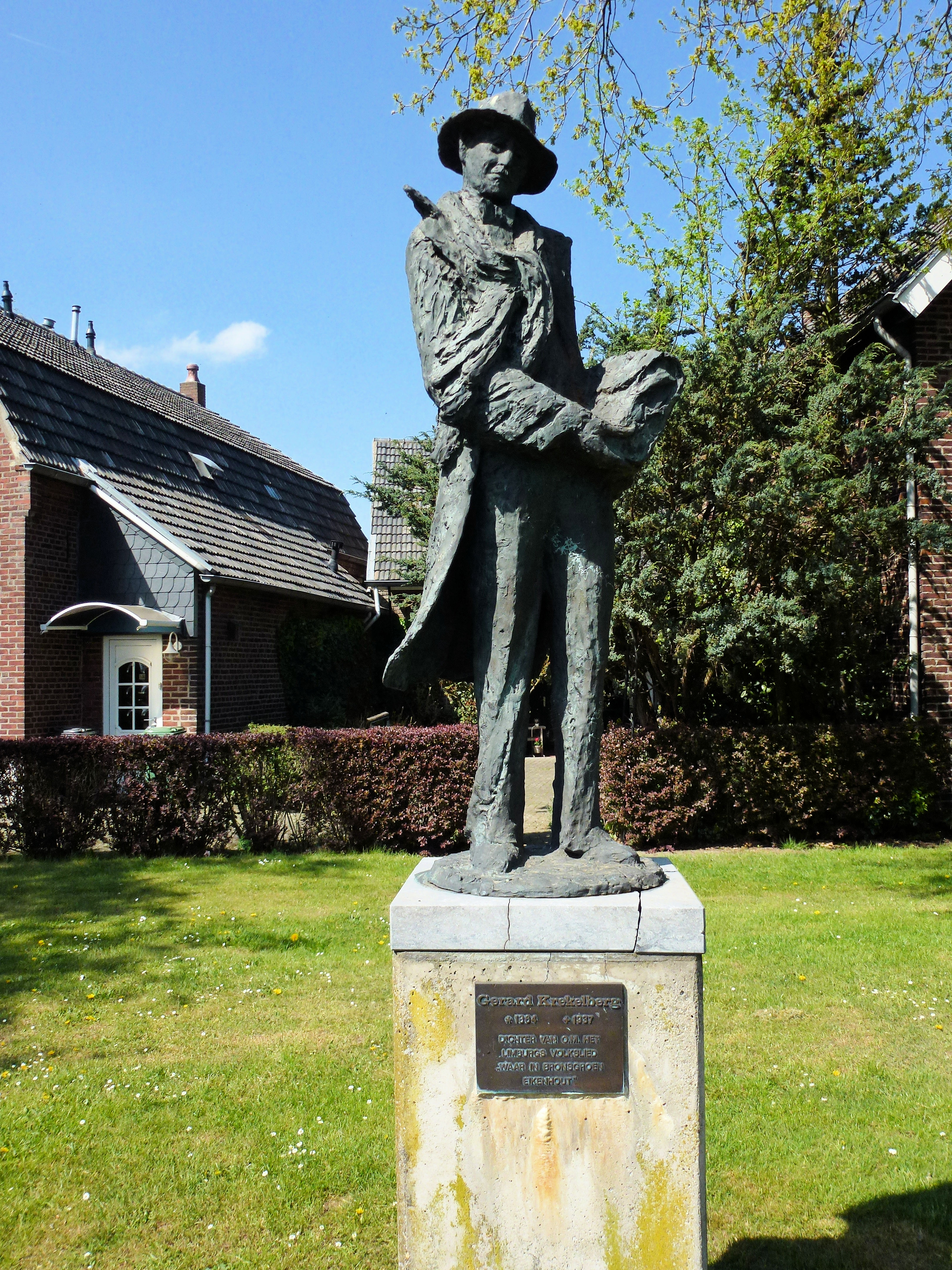
Gerard Krekelberg (1989)

Jozef Antonius (Sjef) Drummen (Heerlen, 13 juni 1921 – aldaar, 19 januari 1996) was een Nederlands beeldhouwer, schilder en tekenaar.

## Leven en werk
Drummen was van 1937 tot 1945 mijnwerker. Hij studeerde vervolgens één jaar als hospitant aan de Stadsacademie voor Toegepaste Kunsten in Maastricht als leerling van Charles Vos en Harry Koolen. Van 1947 tot 1952 werkte hij als plateelschilder op het kleiatelier van het Fonds voor Sociale Instellingen in Brunssum, waar hij les kreeg van Edmond Bellefroid. Na het faillissement van het kleiatelier ging Drummen weer de mijn in. In 1955 kreeg Drummen een andere functie bij de Staatsmijnen in Limburg, als modellenmaker voor de Ondergrondse Vakschool. In 1962 was hij medeoprichter en eerste directeur van de School voor Vrije Uren in Heerlen. Rond 1970 werd hij docent aan de LTS in Nijswiller.
Drummen schilderde, tekende en maakte (keramische) beelden, waarbij zijn geloof een belangrijke inspiratiebron was. Hij ontving de Pro Ecclesia et Pontifice, een pauselijke onderscheiding, in 1994. Sjef Drummen overleed op 74-jarige leeftijd.

## Enkele werken
- 1948, 1988 kruiswegstaties (park), Vijlenerbos, in Vijlen.
- 1953-1954 twee bas-reliëfs van Jozef en Maria voor de kapel van het Gemeentelijk Verzorgingshuis in Amsterdam.
- 1955 Heilige Familie, bij de H. Familiekerk aan de Rembrandtstraat in Brunssum.
- 1956 Mijnwerkersmonument voor de hal van het gemeentehuis van Schaesberg.
- 19?? beeld van de heilige Barbara in de Mijnwerkerskapel in Schaesberg. Het beeld stond eerder in de Ondergrondse Vakschool van de Staatsmijn Emma.[4]
- 1958 ontwerp glas-appliqué voor de dagkapel van de Sint-Josephkerk in Heerlerbaan.
- 1959 kruisweg voor de H.H.Theresia- en Don Boscokerk in Lauradorp.[5]
- 1960 kruisweg voor de Sint-Stephanuskerk in Amsterdam.
- 1960 Christophorus, Hoefnagelshof / Vijverlaan, Brunssum.
- 1962 Beeldengroep Giovanni Bosco voor de H.H.Theresia- en Don Boscokerk te Lauradorp.
- 1984 front van de Sint-Ansfriedkapel in Thorn
- 1986 De Mijnwerker of D’r Huub, Bodemplein, Brummen.[6]
- 1988 D'r Maatbül, Bongerd in Heerlen.
- 1988 De Haas, Kerkstraat, Ubachsberg.
- 1989 beeld van Gerard Krekelberg aan de Markt in Vlodrop.
- 1989 L'Arquebusier / De Schutter in Wezet.
- 1992 bronzen toegangsdeur met twaalf reliëfs voor de Sint-Josephkerk in Heerlerbaan.
- De Zaaier op de binnenplaats van Abdij Rolduc.

### Galerij

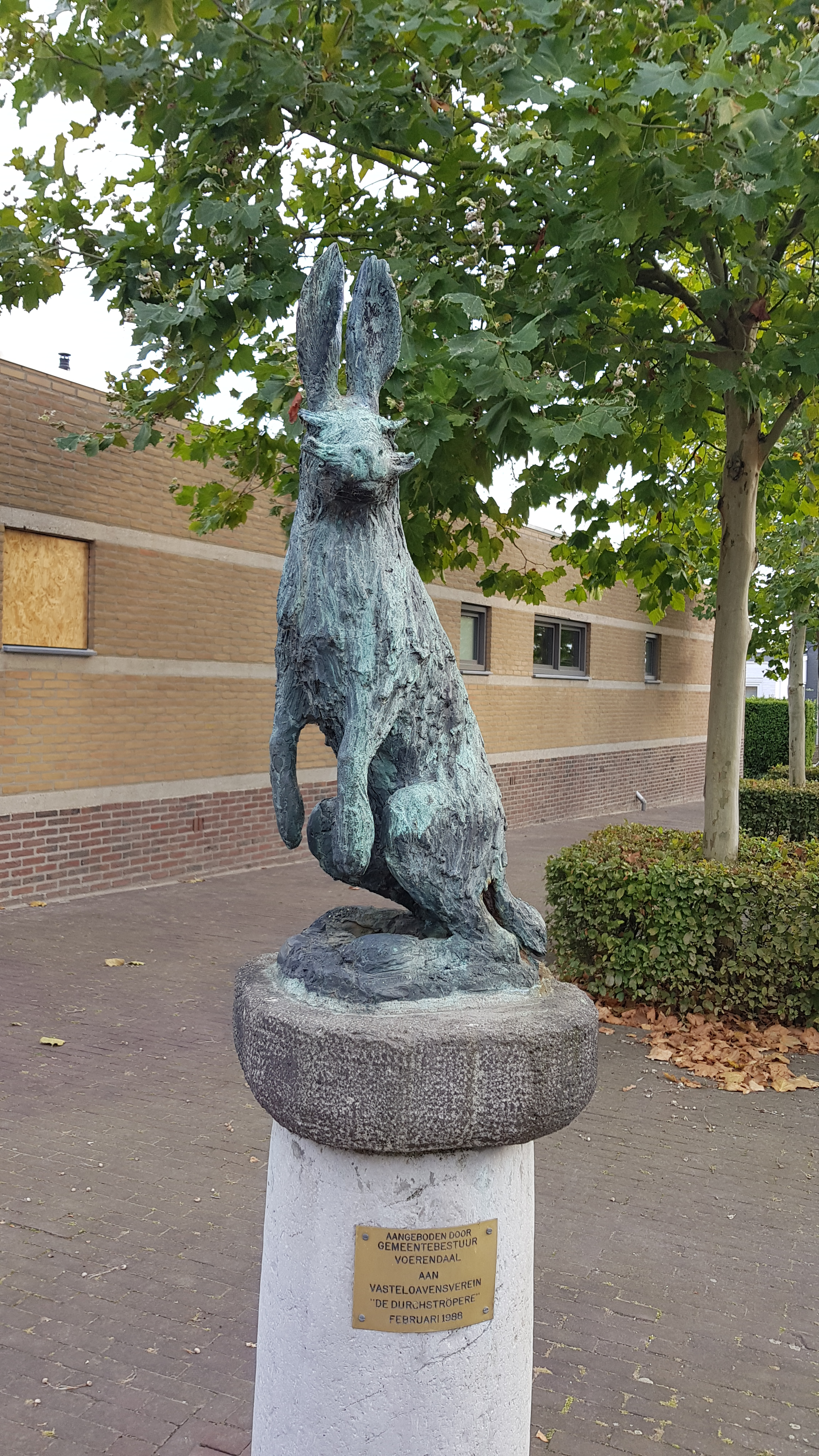
De Haas
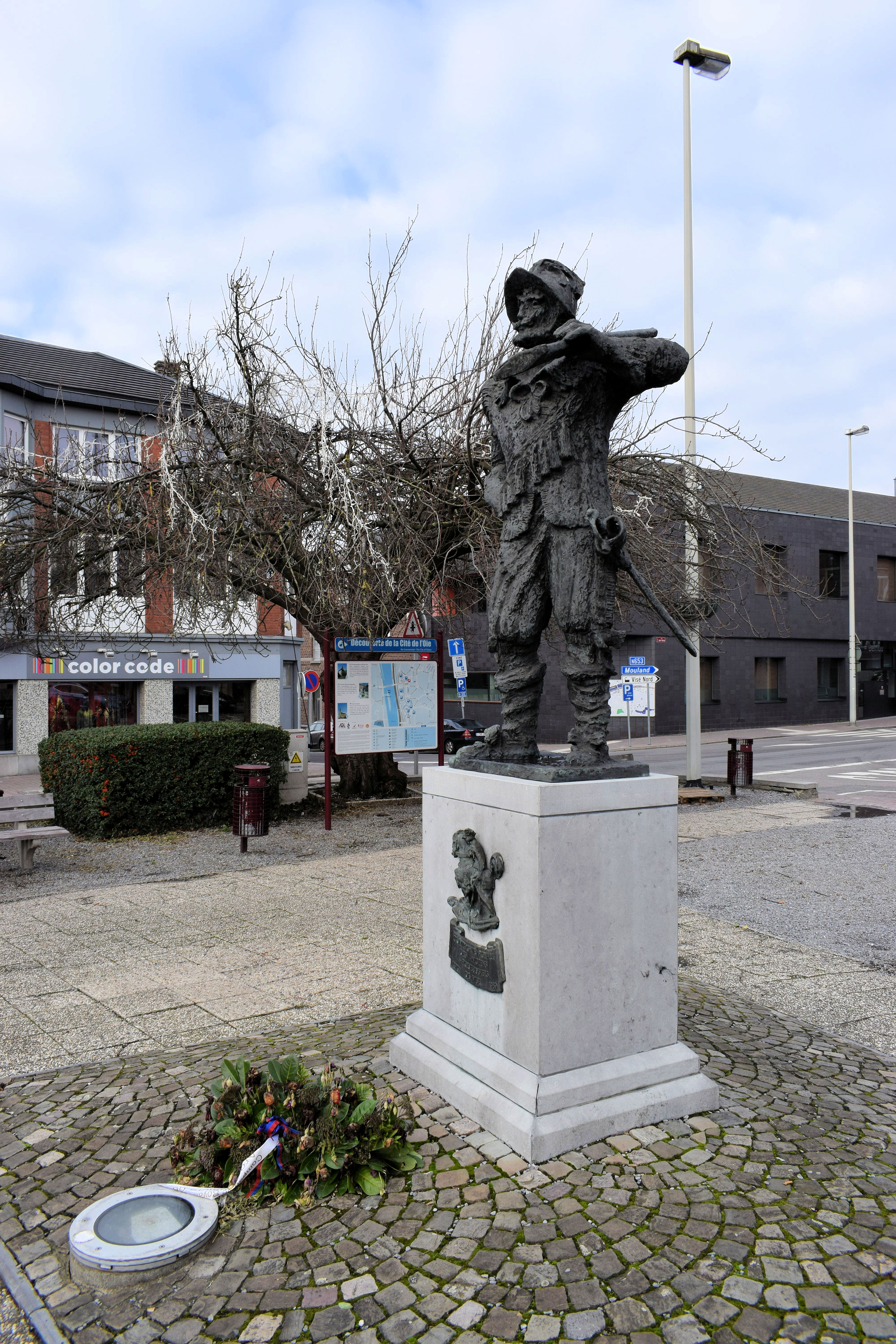
De Schutter
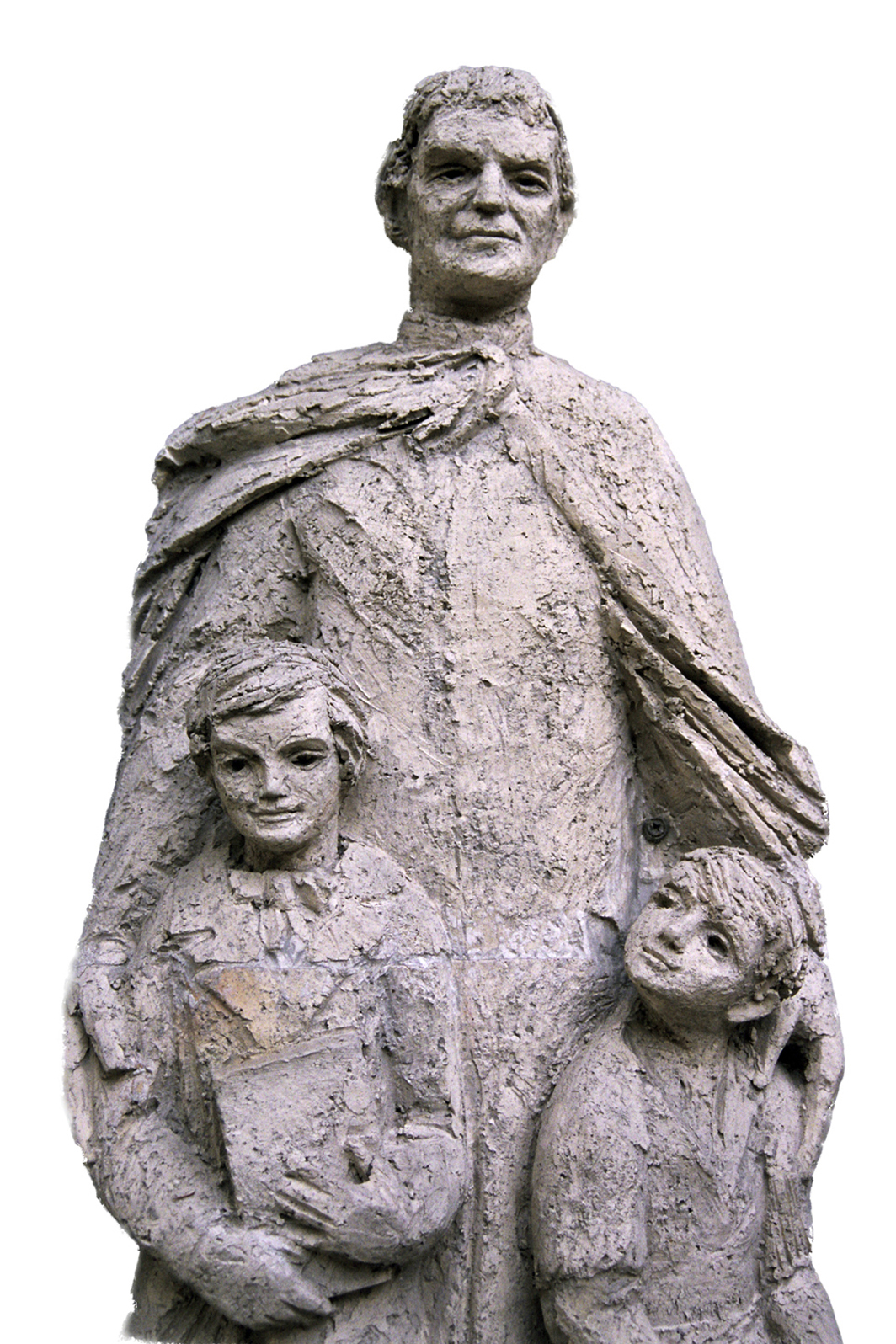
Don Giovanni Bosco

- Biografisch Portaal: 17210020
- RKD-Nederlands Instituut voor Kunstgeschiedenis: 24349